# مكتب التعاون المدني
مكتب التعاون المدني (بالإنجليزية: Civil Cooperation Bureau) في جنوب إفريقيا، كان فرقة موت تدعمها الحكومة أثناء عصر الأبارتايد، عمل هذا الفريق تحت أوامر وزير الدفاع اللواء ماغنس مالان. أعلنت لجنة المصالحة والحقيقة أن مكتب التعاون المدني مذنب بالعديد من جرائم القتل، ومتهم بقتل آخرين.

## السابقون والمعاصرون
عرف مكتب التعاون المدني بأنه منظمة تقوم بعمليات أمنية غير قويمة عندما أظهرت الصحف في جنوب إفريقيا وجودها لأول مرة في أواخر ثمانينات القرن الماضي، إذ ظهر أن أعضاءها ارتدوا ملابسًا مدنية، واستخدموا شركات خاصة كواجهة، وكانت أهدافها الأساسية المدنيين، وعملت في حدود الدولة. ولكن، كما اكتشفت مفوضية المصالحة والحقيقة في جنوب إفريقيا بعد عقد من الزمن، لم تكن وسائل المكتب جديدة ولا مميزة. ولكنهم تطوروا من المنشأة السابقة عليهم في الستينات والسبعينات، قسم المعلومات الخاص بقيادة إيشيل رودي، ومكتب أمن الدولة ومشروع بارناكل (وهو مشروع شديد السرية لتصفية معتقلي منظمة سوابو وغيرهم من «الجهات الخطيرة»).
استنتجت مفوضية المصالحة والحقيقة من المعلومات التي حصلت عليها من استجواب عملاء يسعون لنيل العفو من جرائمهم في عصر الأبارتايد، وجود عدد من العمليات الخفية المشابهة لمكتب التعاون المدني، والتي يسميها نيلسون مانيدلا بالقوة الثالثة.

## التأسيس
تلقى المكتب إشارة البدء في العمل من وزير الدفاع اللواء ماغنس مالان في عام 1986، ورئيس القوات الدفاعية في جنوب إفريقيا اللواء جاني غيلدينهاوس، وأصبح مكتب التعاون المدني وظيفيًا بكل طاقته بحلول 1988. أعيدت صياغة العمليات التي قام بها مشروع بارناكل، لتكون طبيعة عمليات المكتب مقنَّعة، وانفصلت عن كل القوات الخاصة والمخابرات العسكرية. شكّل المكتب ذراعًا ثالثًا للقوة الثالثة، بالتوازي مع فالكبلاس سي 1 ومشروعات المهمات الخاصة.

في رسالته لمفوضية المصالحة والحقيقة في عام 1997، وصف اللواء مالان مكتب التعاون المدني كالآتي:
15.1 دعوني أتعامل الآن مع مسألة مكتب التعاون المدني. مكتب التعاون المدني كمنظمة عضوة في القوات الخاصة، نالت موافقة من حيث المبدأ مني. كانت القوات الخاصة جزءًا من قوات الدفاع في جنوب إفريقيا. الدور المنوط بمكتب التعاون المدني هو الانتشار والتوغل في العدو، وتجميع المعلومات وإرباك صفوف العدو. ونال مكتب التعاون المدني الموافقة باعتباره منظمة تتكون من عشر شعب، أو كما هو مألوف بالمصطلحات العسكرية، مناطق. قُصد بـ8 من هذه الشُعَب أو المناطق أن تشير إلى المناطق الجغرافية. المنطقة الأولى من هذه المناطق، والمنطقة السادسة، تشير إلى جمهورية جنوب إفريقيا. علمت حقيقة أن المنظمة مفعلة في ست مناطق أخرى لأول مرة في عام 1989. وفر مكتب التعاون المدني قدرات فائقة لقوات الدفاع بجنوب إفريقيا.

15.2 أثناء فترة حكمي رئيسًا لقوة الدفاع في جنوب إفريقيا ووزيرًا للدفاع، كانت التعليمات الموجهة لأعضاء قوات جنوب إفريقيا واضحة: دمروا الإرهابيين. كانت تلك سياسة الحكومة أيضًا. وبصفتي جنديًا محترفًا، أصدرت أوامري، وبصفتي وزيرًا للدفاع صدقت على تلك الأوامر، ما أدى إلى وفاة مدنيين أبرياء في الاشتباكات. أعرب عن تعازيي للخسائر المدنية، ولكن هذا جزء من الحقيقة القبيحة للحرب. ومع ذلك، لم أصدر أو أصدق على أي أوامر لاغتيال أي شخص، ولم يحاول أحد من أعضاء قوات الدفاع في جنوب إفريقيا أن يقدم لي طلبًا للتصديق على مثل هذه الأوامر. لم يكن قتل المعارضين السياسيين للحكومة أبدًا من عمل قوات الدفاع في جنوب إفريقيا. 
نُشرت التقارير حول مكتب التعاون المدني لأول مرة في عام 1990 في الجريدة الأسبوعية (المتوقفة عن العمل حاليًا) فري ويكبلاد، وظهرت المزيد من المعلومات المفصلة في التسعينات في عدد من جلسات السماع في مفوضية المصالحة والحقيقة. كشف اللواء جويب جولبيرت في شهادته أمام مفوضية المصالحة والحقيقة أن مكتب التعاون المدني كان مشروعًا طويل الأمد من القوات الخاصة في قوات الدفاع في جنوب إفريقيا. كان المكتب جزءً من فلسفة «الدفاع العدائي» المنتشرة في مؤسسات بيتر ويليم بوتا للأمن.
كان مكتب التعاون المدني منظمة مدنية ظاهريًا، يمكن لحكومة الأبارتايد أن تتبرأ منها، فحصل مكتب التعاون المدني على عملائه من قوات الدفاع في جنوب إفريقيا نفسها، أو من شرطة جنوب إفريقيا. طبقًا لجوبيرت، لم يكن الكثيرون من العملاء على دراية أنهم أعضاء في منظمة تُدعى مكتب التعاون المدني. انحل المكتب بعد صعود حكومة الحزب الوطني ومفوضية هارمس الخاصة به، بعد اعتبار ممارساته خاطئة، ونُقل أعضاؤه إلى هيئات أمنية أخرى. بدون ملاحقات قضائية.

## البنية
يتكون مكتب التعاون المدني من أربع مجموعات بوظائف مختلفة: المجموعة التنفيذية والمجلس الإداري وهيئتين وظيفيتين، و8 أقسام عملياتية مقسمة بالمناطق، وتشكيلة من المتعاقدين. لا يتجاوز الحجم النهائي لمكتب التعاون المدني 200-300 فرد.

### المجموعة التنفيذية
عمل مكتب التعاون المدني كمنظمة مدنية، لذلك كان له رئيس لمجلس الإدارة ومجموعة من «المديرين». كان قائد القوات الخاصة هو اللواء جويب جوبيرت (1985-89) وتبعه اللواء إيدي ويب منذ بداية 1989 في منصب الرئيس. شمل مجلس الإدارة أيضًا جوي فيرستير (مسئول إداري)، دوايد فوري (نائب المسئول الإداري)، و. ج. باسون، وثيونس كروغر، ولافراس لويتنغ.

### الهيئات الوظيفية
بالرغم من وجود أدلة تثبت وجود هيئتين وظيفيتين لمكتب التعاون المدني، من غير الواضح ما هي أسماء تلك المجموعات، وما إذا كانت متبقية بنفس الحال أو تغيرت خلال فترة حياة المكتب. يُشار للمنطقة 9 غالبًا بأنها المخابرات أو الحرب النفسية، وفي المناطق الأخرى باللوجيستيات. تُعرف المنطقة 10 بالتمويل والإدارة أو بالإدارة فقط.

### الأقسام العملياتية
تحتوي كل منطقة على مدير إقليمي ومنسق يبلغ المسئول الإداري بما يحدث.
منطقة 1: بوتسوانا – كان القائد شارل ناوديه مديرًا إقليميًّا حتى عام 1988، ثم داويد فوري، بينما تولى كريستوفيل نيل مسئولية المخابرات.
منطقة 2: موزمبيق وساوزيلاند – كان مديرها القائد كوري ميرهولتز حتى عام 1988. استُبدل بمنسق العمليات النقيب بيتر بوتس. بينما تولى بالمسئولية المخابراتية بيتر سانتون، وهو واحد من الروديسيين السابقين من عصور دي 40 وبارناكل.
منطقة 3: ليسوزو – كان فوري مدير المنطقة 3 أيضًا.
منطقة 4: أنغولا وزامبيا وتنزانيا – كان داويد فوري مسئولًا، وتحمل المسئولية في 1988 من ميرهولتز. كانت المسئولية المخابراتية من نصيب كريستوفيل نيل، وكان إيان سترينج مسئولًا أيضًا في المنطقة.
منطقة 5: أوروبا/ دولي – يظهر أن جوهان نيمولير كان منسق أوروبا. في عام 1987، سُحب فجأة بعد اعتقال عدد من الأفراد الذين يعيشون في إنجلترا بتهمة الشروع في قتل قادة الكونغرس الإفريقي الوطني. تحمل القيادة إيبين بارلو بعد ذلك، وهو مؤسس الشركة العسكرية الخاصة «إيكسيكوتيف أوتكومز».
منطقة 6: جنوب إفريقيا – المؤسسة في 1 يونيو عام 1988، كان المدير الإقليمي بها ستال بيرغر، وشملت قائمة العملاء كل من «سلانغ» فان زيل، وتشابيس ماري وكالا بوثا. استقبلت مفوضية المصالحة والحقيقة 8 طلبات بالعفو بعد ذلك متعلقة بأربع عمليات: 1) محاولة قتل عبد الله عمر 2) التخطيط لقتل غافين إيفانز 3) تفجير مراكز التعليم المبكر في أثلون في كيب تاون في 31 أغسطس عام 1989 4) مضايقة رئيس الأساقفة ديسموند توتو في كيب تاون في عام 1989.
منطقة 7: زيمبابوي – نسق العديد من أعضاء مكتب التعاون المدني في هذه المنطقة منهم و. ج. باسون ولافراس لورتنغ. كان الآخرون في الإدارة الفرعية مثل فيردي بيرنارد (لمدة ويجرزة) وآلان تروسديل. أجرى التفجير كيفن وودز وثلاث أعضاء آخرون من خلية تابعة لمكتب التعاون المدني وهم باري باودين وفيليب كونجايو ومايكل سميث.
منطقة 8: جنوب غرب إفريقيا – ورئيسها رويلف فان هيردين.
الوحدة الزائفة: أدارها أعضاء قوات الدفاع السابقون بجنوب إفريقيا، وهؤلاء الأعضاء هم جون مكلاود (روديسي سابق) (معروف أيضًا بـ«أوسي»)، ويليام شالك فان دير ميروي (المعروف أيضًا بويليام ريد، ويليام بينيت).